# Бабий, Дмитрий Васильевич
Дми́трий Васи́льевич Баби́й (укр. Дмитро Васильович Бабій; род. 18 сентября 1941 года) — украинский государственный деятель, депутат Верховной рады Украины I созыва (1990—1994).

## Биография
Родился 18 сентября 1941 года.
Окончил Каменец-Подольский сельскохозяйственный институт по специальности «экономист», после окончания работал в колхозе имени Шевченко Сокирянского района Черновицкой области. Являлся членом КПСС.
4 марта 1990 года был избран депутатом Верховной рады Украины I созыва, получив 64,25% голосов среди пяти кандидатов. Был избран от Кельменецкого избирательного округа № 434 Черновицкой области. Будучи депутатом, входил в депутатские группы «Аграрии», «Земля и воля», «Рада», являлся членом Комиссии Верховной рады по вопросам законодательства и законности. Депутатские полномочия истекли 10 мая 1994 года.